# Elecboy
Elecboy est une série de bande dessinée de Jaouen Salaün, scénariste et dessinateur, en quatre tomes et publiée entre 2021 et 2023 aux éditions Dargaud.

## Synopsis
L'histoire se situe en Amérique du Nord en 2122 et décrit un monde post-apocalytique où la civilisation a disparu et où les humains survivent tant bien que mal. On suit le parcours du jeune Joshua, amoureux d'une jeune fille, Margot, appartenant à un clan opposé au sien. A cela s'ajoute le combat quotidien pour les ressources en eau, contrarié par la présence de créatures surnaturelles dangereuses.
En 2122 et après une probable catastrophe globale, l'humanité est revenue à un état sauvage, se battant, clan contre clan, pour les quelques rares ressources restantes dont l'eau. Sur cette terre aride, le jeune Joshua n'appartient pas au clan le plus dominant et vit sous l'autorité du clan des hauteurs. Il est amoureux de Margot qui est elle-même soeur de Sylvio, fils des dirigeants de ce clan dominant. Aux guerres entre clans s'ajoute la menace de créatures non-humaines et qui attaquent les humains dès qu'ils s'aventurent hors de le leur village: c'est le cas de l'équipe du père de Joshua partis réparer des canalisations d'eau.
Joshua entre finalement en conflit avec son père, ses amis, son clan et le clan des hauteurs. Il se sent différent, se comporte différemment des autres et fini rejeté par les siens. Il finira par apprendre qu'il n'est pas vraiment humain mais androide. Recueilli par la Grande Ordonnatrice, il découvrira le passé et la folie des humains. Un siècle plus tôt leur découverte du transhumanisme les a fait sombrer dans la violence et s'autodétruire. La création de Joshua remonte à 2060 quand le grand dirigeant mégalomane d'une grande entreprise décide de créer un corps androide mû par une intelligence artificielle autonome et évolutive. Joshua finira par remonter vers ses origines dans une bataille finale entre les survivants humains et les créatures destructrices qui font régner la terreur sur les communautés encore existantes.

## Personnages
- Joshua: Personnage principal de l'histoire.
- Sylvio: Jeune homme de l’âge de Joshua. Fils de Vittorio et membre du clan des hauts et cherchant le pouvoir.
- Margot: demi-soeur de Sylvio, dont Joshua est amoureux
- Joseph: père adoptif de Joshua
- Vittorio: père de Sylvio et Margot
- Ray Katzinger: Patron mégalomane de Zehus Enterprise, créateur de Joshua et du projet Homo Deus.

## Accueil critique
La série est reconnue pour l’originalité du monde futuriste décrit et sa grande qualité graphique. L’auteur s’interroge sur l’avenir de notre société dans un monde géré par des machines, des intelligences artificielles et sur une planète inhospitalière ou la ressource en eau est devenue rare.
Le premier tome est salué pour sa mise en place rapide et efficace, posant les questions qui seront développées dans la saga. Il pose l'ensemble des problématiques de l'oeuvre comme le souligne Les critiques de Yuyine: Le mélange entre l'humain, le divin et, entre les deux, des intelligences artificielles est accompagné d' "un dessin bien tourné et travaillé" . Le graphisme fait partie de la qualité de la série comme le note Francois Samson dans sa critique du tome 1 dans le magazine ZOO: "Le dessin puissant de Salaün qui mûrissait cette histoire depuis 20 ans, nous embarque". Pour BoDoï, B.Roure note aussi que la série est à la fois classique (de par son histoire, et pour le tome 1) et impressionnante (par son graphisme qui remet en avant un style ultra-réaliste).
Le tome 4 conclut l'histoire et "nous surprend par une certaine originalité sur les origines de l'écroulement de l'humanité". On comprend que le patron mégalomane d’une grande industrie a avant tout chercher à assurer son éternité en se transmutant afin de créer son chef d’oeuvre, un corps de synthèse prêt à accueillir une IA possédant une conscience. Finalement, comme le note Vedge dans sa critique: "Une saga de SF dense et inspirée, qui montre, peut-être, comment les rêves d’éternité et de transhumanisme peuvent faire perdre à l’homme ce qui fait son essence même : son impermanence".

## Albums
- 1 Naissance, Dargaud, 2021
Scénario, dessin et couleurs : Jaouen Salaün -  (ISBN 978-2-505-08347-4)
- 2 Révélations, Dargaud, 2021
Scénario, dessin et couleurs : Jaouen Salaün -  (ISBN 978-2-505-08940-7)
- 3 La Data Croix, Dargaud, 2022
Scénario, dessin et couleurs : Jaouen Salaün -  (ISBN 978-2-5051-1507-6)
- 4 Le Mur du temps, Dargaud, 2023
Scénario, dessin et couleurs : Jaouen Salaün -  (ISBN 9782505119746)